# Max Fleischer
Max Fleischer (Cracòvia, 19 de juliol de 1883 - Los Angeles, 11 de setembre de 1972) va ser un guionista, productor de cinema i director de cinema austrohongarès i un dels pioners en la creació de dibuixos animats. És el pare de Betty Boop i Koko el pallasso, i qui va portar al cinema a Popeye i al Superman animat. També es va encarregar de realitzar unes quantes innovacions tecnològiques. Fleischer va tenir la idea d'usar fotogrames de cinema capturats de la realitat per fer-los servir com a referència al dibuixar animació, i així va patentar la rotoscòpia el 1917. Va fer servir aquesta tècnica amb el seu germà Dave en el seu primer cartoon el 1915. El 1919 va fundar els Fleischer Studios per a produir dibuixos animats i curtmetratges. Va inventar el rotoscopi per afegir dibuixos animats en pel·lícules reals. En un dels seus films de Koko el pallasso hi incorpora un gatet real. Va fer els primers dibuixos animats amb so de la història el 1924 utilitzant un procés de sincronització de Lee De Forest, encara que la companyia Disney ho adjudica al seu curt Steamboat Willie, que va ser realitzat anys més tard. El seu fill Richard Fleischer es va dedicar al món de la direcció de cinema.

## Infantessa i joventut
Max Fleischer va néixer a una família jueva a Cracòvia, que després va ser part de la província austríaca-hongaresa de la Polònia austríaca. Va ser el segon de sis fills d'un sastre de Dąbrowa Tarnowska, La seva família va emigrar als Estats Units el 1887, establint-se a la ciutat de Nova York, on va anar a l'escola pública. Durant els seus primers anys de formació va gaudir d'un estil de vida de classe mitjana, fruit de l'èxit del seu pare com a client exclusiu per als clients d'alta societat. Això va canviar dràsticament després que el seu pare va perdés el seu negoci deu anys més tard. Els seus fills van trebalar a Brownsville, un pobre gueto jueu a Brooklyn. Motivat per tenir èxit, va continuar la seva educació, assistint a l'Evening High School. Va rebre la formació d'Art Comercial a Cooper Union i la formació d'art formal a la Lliga d'Art Students de Nova York, estudiant sota la tutoria de George Bridgman. També va assistir a The Mechanics and Tradesman's School al centre de Manhattan.
Fleischer va començar la seva carrera a The Brooklyn Daily Eagle primer com un noi errand fins a ascendir a fotògraf, fotogravador i més tard, es va convertir en un dibuixant de personal. Al principi va fer dibuixos editorials després va passara fer tires satíriques com "Little Algie" i "S.K. Sposher, The Camera Fiend". Aquestes tires satíriques reflectien la seva vida a Brownsville i la seva fascinació per la tecnologia i la fotografia, amb un rerefons d'ironia i fatalisme. Va ser durant aquest període quan va conèixer el caricaturista i animador de premsa, John Randolph Bray, que més tard l'ajudaria a entrar a la indústria de l'animació.
El 25 de desembre de 1905, Fleischer es va casar amb el seu amor d'infància, Ethel (Essie) Goldstein. Per recomanació de Bray, Fleischer va ser contractat com a il·lustrador tècnic per a The Electro-Light Record Company a Boston. El 1909 es va traslladar a Syracuse, Nova York, treballant com a il·lustrador de catàleg per a la companyia Crouse-Hinds, i un any més tard va tornar a Nova York com a editor d'art per a la revista Popular Science sota l'editor Waldemar Klaempffert.

## Trajectoria

### Primer projecte
The Pathe Film Exchange va oferir a Max la seva primera oportunitat com a productor gràcies a que Dave havia estat treballant allà com a tallador de pel·lícules des de 1914. Max va triar fer una sàtira política d'un viatge de caça d'en Theodore Roosevelt. Després de diversos mesos de treball, la pel·lícula va ser rebutjada, Bray tenia un contracte de distribució amb Paramount en aquells moments i va contractar a Max com a supervisor de producció pel seu estudi. Amb l'esclat de la Primera Guerra Mundial, Max va ser enviat a Fort Sill, Oklahoma per produir les primeres pel·lícules d'entrenament de l'exèrcit. Després de l'armistici, Fleischer va tornar a treballar amb Bray i a dedicar-se a la producció de pel·lícules teatrals i educatives.

### Els estudis Inkwell
Fleischer va produir Out of the Inkwell amb un personatge anomenat "The Clown", que es va originar a partir del seu germà més jove Dave, que havia treballat com a pallasso a Coney Island.
La sèrie inicial de Fleischer va ser produïda per primera vegada a The Bray Studios (vegeu Bray Productions) i va ser publicada mensualment a la revista Bray-Goldwyn de 1919 a 1921. A més de produir Out of the Inkwell, Max va ser gerent i supervisor d'una sèrie de pel·lícules educatives i tècniques com The Electric Bell, All Aboard for the Moon i Hello, Mars. I va ser com a director de producció que Fleischer va contractar al seu primer animador, Roland Crandall, que va romandre amb ell durant els anys actius de l'estudi de Fleischer.
Out of the Inkwell va comptar amb la novetat de combinar l'acció en viu i l'animació. Tot i que la tècnica de combinar l'animació amb l'acció en viu ja havia estat creada per altres persones a The Bray Studio, era l'ús intel·ligent de Fleischer el que feia única la seva sèrie.
"The Clown" no va tenir nom fins al 1924, quan Dick Huemer, recent incorporat, va establir l'estil de la sèrie, redissenyant "The Clown" anomenant-lo "Ko-Ko". Huemer va crear un company pel Ko-Ko conegut com a Fitz, i va dependre menys del Rotoscope per aconseguir una animació fluïda, deixant-lo de banda únicament per a usos especials. Max va assignar a Art Davis com a assistent d'Huemer, aquest va ser el començament de la posició de "inbetweener", una altra "invenció" de Fleischer que va ser adoptada per tota la indústria fins als anys trenta.
Va ser durant aquest temps que Max va desenvolupar el rotògraf, un mitjà per fotografiar pel·lícules en directe amb làmines. La tècnica del rotògraf va esdevenir un element bàsic de les empreses d'animació i efectes òptics per a la realització de dibuixos animats.
A més de comèdia teatral, Fleischer va produir pel·lícules tècniques i educatives com That Little Big Fellow i Now You Talking for A.T. & T. L'any 1923 va fer dues funcions de 20 minuts explicant la Teoria de la relativitat d'Albert Einstein i l'evolució de Charles Darwin utilitzant efectes especials animats i acció en viu.

### Red Seal
L'any 1924, Fleischer es va associar amb Edwin Miles Fadiman, Hugo Riesenfeld i Lee DeForest per formar Red Seal Pictures Corporation, que posseïa 36 teatres a la costa est. Durant aquesta etapa van desenvolupar els dibuixos animats "Song Car-Tunes" que van durar fins a principis de 1927 i va ser interrompuda per la fallida de la companyia Red Seal, només cinc mesos abans de l'inici de l'era sonora. Això va precedir al Steamboat Willie de Walt Disney (1928), que ha estat erròniament citat durant dècades com el primer dibuix animat a sincronitzar so amb animació.
Alfred Weiss, propietari d'Artcraft Pictures, es va apropar a Fleischer amb un contracte per produir dibuixos animats per a Paramount. A causa de les complicacions legals de la fallida, la sèrie Out of the Inkwell va canviar de nom a The Inkwell Imps. Aquest va ser el començament de la relació de Fleischer amb l'enorme organització Paramount, que va durar els propers 15 anys. Després d'un any, els germans Fleischer van començar a experimentar una mala gestió sota Weiss i van abandonar The Inkwell Imps a finals de 1928. Inkwell Films, Inc. va presentar una fallida el gener de 1929 i Fleischer va formar Fleischer Studios, Inc. el març de 1929.

### Fleischer Studios, Inc.
Fleischer va instal·lar el seu centre d'operacions a Carpenter-Goldman Laboratories a Queens. (vegeu Estudis Fleischer). Després de vuit mesos, la seva nova companyia va ser prou solvent per tornar a la seva antiga ubicació el 1600 de Broadway, on va romandre fins a 1938. Amb Carpenter-Goldman, Fleischer va començar a produir pel·lícules industrials com Finding His Voice (1929), una pel·lícula que il·lustra el mètode d'enregistrament i reproducció del so. Malgrat els conflictes amb Weiss, Fleischer va aconseguir negociar un nou contracte amb Paramount per produir una versió revisada i sonora de "Song Car-tunes", que es va passar a anomenar Screen Songs.
Durant aquesta etapa de l'era sonora, Fleischer va produir moltes pel·lícules tècnicament avançades que van ser el resultat de la seva recerca i desenvolupament continuat que va perfeccionar el mètode de postproducció de l'enregistrament sonor. Diversos d'aquests dispositius proporcionen indicacions visuals per al seguiment del director musical. Com que el diàleg i les cançons es van convertir en elements importants, es va poder fer una anàlisi més precisa de les bandes sonores a través d'altres invents de Fleischer com "The Cue Meter",

### Betty Boop
El personatge més famós de Max Fleischer, Betty Boop, va néixer d'una caricatura al començament de Talkartoon, Dizzy Dishes (1930). Modificat després de la popular cantant Helen Kane, es va originar com una figura híbrida de caniche / caní. Va triomfar tant que Paramount va animar a Fleischer a convertir-la en un personatge continu. Va ser dissenyada per Myron "Grim" Natwick, però es va acabar transformant en una noia humana gràcies a Seymour Kneitel i Berny Wolf.
La sèrie "Betty Boop" va començar el 1932 i es va convertir en un gran èxit per a Fleischer. Aquest mateix any, la cantant popular, Helen Kane, va presentar una demanda contra Max Fleischer, Fleischer Studios i Paramount, al·legant que els dibuixos animats eren una caricatura deliberada d'ella, creaven una competència deslleial i havien arruïnat la seva carrera professional. El judici es va sotmetre a judici el 1934. Després d'un exhaustiu examen, es van desmentir les afirmacions de Kane,

### Popeye el mariner
La decisió de negoci més gran de Fleischer va venir amb la concessió de llicències del personatge de còmic Popeye el mariner, que va ser presentat al públic en el dibuix animat de Betty Boop. Popeye es va convertir en un èxit de taquilla i va ser una de les adaptacions de pantalla més reeixides d'una tira còmica en la història del cinema. Gran part d'aquest èxit va ser el resultat de la combinació perfecta de l'estil Fleischer Studio combinada amb el seu ús exclusiu de la música. A la fi de la dècada de 1930 una enquesta indicava que Popeye havia eclipsat Mickey Mouse en popularitat, desafiant la presència de Disney al mercat.

### Paramount
A mitjans dels anys 30, Fleischer Studios produïa quatre sèries, Betty Boop, Popeye, Screen Songs i Class Class, que van generar 52 estrenes cada any. Des del principi, la relació comercial de Fleischer amb Paramount era un acord conjunt de finançament i distribució, convertint el seu estudi en una empresa de serveis que subministra productes per als cinemes de la companyia. Durant la Gran Depressió, Paramount va patir quatre reorganitzacions per fallides.
Com a membre fundador de The Society of Motion Picture Engineers, Max coneixia els avanços tècnics de la indústria, particularment en el desenvolupament de la cinematografia del color. A causa de la reestructuració financera de Paramount, Max no va poder adquirir la llicència d'ús del Technicolor de tres colors. Això va ser aprofitat per Walt Disney, llavors un productor jove, que va adquirir una exclusivitat de quatre anys. Amb això, va crear un nou mercat de dibuixos a color que començava amb Flowers and Trees (1932). El 1934, Paramount va aprovar la producció amb dos colors. Finalment l'any 1936, l'exclusivitat de Disney havia vençut, i Fleischer va poder fer servir el procés de tres colors a Play Safe.
Aquests dibuixos a color es podien potenciar amb els efectes tridimensionals. Fleischer va demanar això durant tres anys, però no va ser fins a l'èxit de la Blancaneu els set nans (1937) de Disney que els executius de Paramount es van adonar del valor de les propostes de Max.

### Declivi
La popularitat de les caricatures de Popeye va crear la demanda d'anar més lluny. Per complir amb les demandes de Paramount, l'estudi va requerir un increment de les velocitats de producció, cosa que no va agradar als treballadors. El maig de 1937, Fleischer Studios es va veure afectat per una vaga de cinc mesos. Max, tenint una actitud paterna cap als seus empleats, la va prendre personalment com si s'hagués traït.
El març de 1938, Paramount va aprovar la petició de Max de moure l'estudi de Nova York a Miami, Florida. La reubicació va estar motivada per diversos motius, alguns relacionats amb la vaga, altres a causa de la necessitat de més espai i l'atractiu d'un entorn de treball tropical. Una vegada a Miami, les relacions entre Max i Dave van començar a deteriorar-se per l'aventura adultera de Dave amb la seva secretària, Mae Schwartz.
El clàssic de Jonathan Swift, "Els viatges de Gulliver", admirat per Max, va començar a produir-se. Fleischer i Paramount inicialment van pressupostar la pel·lícula a $ 500,000, però van patir el mateix error de càlcul realitzat per Disney amb Blancaneu i els set nans. El cost final dels viatges de Gulliver va ser tres vegades superior. Així i tot, va doblar el pressupost, però Fleischer Studios va ser penalitzat amb 350.000 dòlars per superar el pressupost, i el contracte no va permetre que Max obtingués beneficis de l'estranger.
El 1940, Max va ser relegat a assumptes comercials i va continuar amb el desenvolupament tècnic. Aquest mateix any, Fleischer i Paramount van experimentar pèrdues d'ingressos a causa del fracàs de la nova sèrie Gabby, Animated Antics i Stone Age tots llançats sota el lideratge de Dave. Després que els estudis Republic no van poder desenvolupar Superman com una sèrie d'acció en viu, Max va adquirir la llicència i va iniciar el desenvolupament. Els seus elements de fantasia de ciència-ficció van apel·lar als interessos de Max, i finalment van conduir l'estudi a la seva maduresa durant anys quaranta.
A causa de l'èxit dels viatges de Guliver, el president de Paramount, Barney Balaban, va ordenar un nou film animat pel Nadal de 1941, es tracta de Sr. Bug Goes to Town, tècnicament molt superior als viatges de Gulliver. El bombardeig de Pearl Harbor no va cancel·lar el seu llançament, però sí que ho van fer els expositors, tement que no traurien beneficis. Paramount no va poder forçar el seu llançament i tampoc va fer cap esforç per comercialitzar-lo.
Amb la cancel·lació del llançament de Nadal de Paramount, Max va ser convocat a una reunió amb Balaban a Nova York, el qual l'obligà a dimitr, de la mateixa manera que ho va fer Dave el mes anterior. Paramount va acabar els cinc mesos restants del contracte amb Fleischer Studios amb l'absència de Max i Dave Fleischer. L'estudi va ser substituït per Famous Studios, pels quals treballava el gendre d'en Max.

### Darrers anys
Com que no podia formar un estudi Fleisher va incorporar-se a la Jam Handy Organization de Detroit, Michigan. Allà va supervisar els departaments d'animació tècnica i de dibuixos animats, produint pel·lícules de formació per a l'Exèrcit i la Marina. Fleischer també va estar involucrat amb la recerca i el desenvolupament secrets per a la guerra, incloent-hi un sistema d'observació d'avions bombarders. El 1944 va publicar Noah's Shoes, una explicació metafòrica de la construcció i la pèrdua del seu estudi, mostrant-se ell mateix com Noè.
Després de la guerra, va supervisar la producció de l'adaptació animada de Rudolph the Red-Nosed Rein (1948). Fleischer va deixar la Handy el 1953 i va tornar com a director de producció dels Bray Studios a Nova York, on va desenvolupar un pilot de televisió educativa sobre aus i animals inusuals titulats Imagine That!
Max finalment va formar una amistat amb el seu vell rival, Walt Disney, que va donar la benvinguda a Max a una reunió amb els antics animadors Fleischer que van ser contractats per Disney. Tanmateix, en la seva col·lecció de memòries titulada Just Tell Me When to Cry, el fill de Fleischer, Richard, que treballà per a Disney dirigint la seva adaptació de 20,000 llegües de viatge submarí, relata que, simplement esmentant el nom de Disney, Max murmurava: "aquest fill -de-puta ".
Fleischer va guanyar el seu plet contra Paramount el 1955 per l'eliminació del seu nom dels crèdits de les seves pel·lícules. Havia evitat demandar durant una dècada per protegir el seu gendre, Seymour Kneitel, que era director principal dels Paramount's Famous Studios. El 1958, Fleischer va reactivar Out of the Inkwell Films, Inc. i es va associar amb el seu antic animador Hal Seeger, per produir dibuixos per a la televisió. Poc després va caure malalt i va passar la resta de la seva vida recuperant la propietat de "Betty Boop".
Fleischer, juntament amb la seva esposa Essie, es va traslladar a la seva casa de camp. El 25 de setembre de 1972, va morir a causa d'una esclerosi arterial del cervell i la premsa va anunciar el seu pas, anomenant-lo "Sacerdot dels dibuixos animats". La seva mort va precedir la recuperació del seu personatge estrella, "Betty Boop".
Els Betty Boop Scandals de 1974 van precedir el renaixement de Fleischer amb noves impressions de 35 mm d'una selecció dels seus millors dibuixos d'entre 1928 i 1934. Això va ser seguit de The Popeye Follies. Aquests programes teatrals especials van generar interès pels personatges de Max Fleischer com l'alternativa a Walt Disney, causant així una nova onada de recerca cinematogràfica dedicada a l'animació. L'animació es reconeix com un art i una ciència a causa de la visió i el treball de Max Fleischer.

## Invents

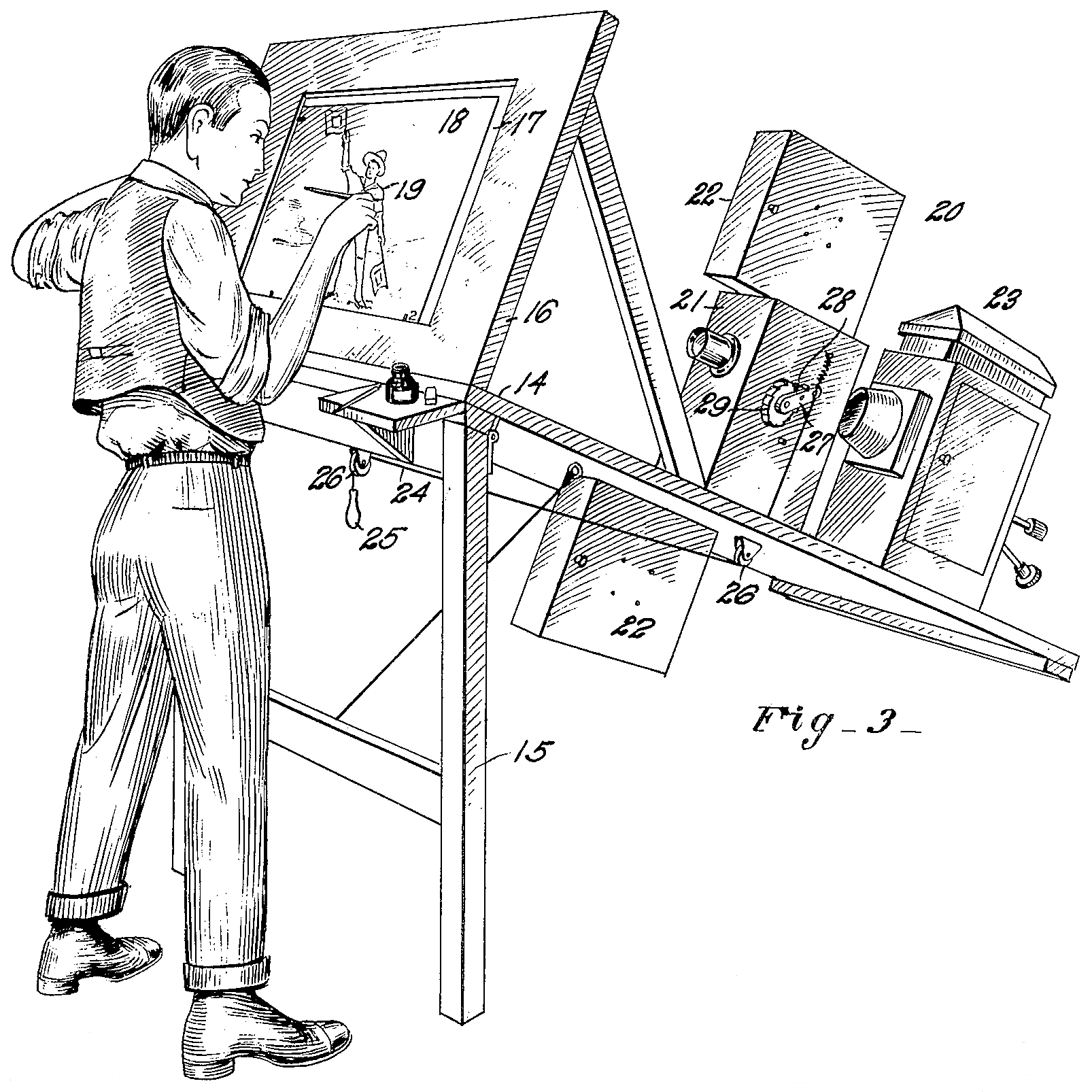
El rotoscopi, una de les primeres invencions de Fleischer.

### Rotoscopi
El 1914, els primers dibuixos animats produïts comercialment van començar a aparèixer als cinemes. Però tendien a ser rígids i estridents. Fleischer va idear una millora de l'animació a través d'un projector i un cavallet combinats per traçar imatges de la pel·lícula d'acció en directe. Aquest dispositiu, conegut com a Rotoscope, va permetre a Fleischer produir la primera animació realista des dels treballs inicials de Winsor McCay. Encara que la seva patent va ser concedida el 1917, Max i els seus germans Joe i Dave Fleischer van fer la seva primera sèrie de proves entre 1914 i 1916.

### Càmera setback

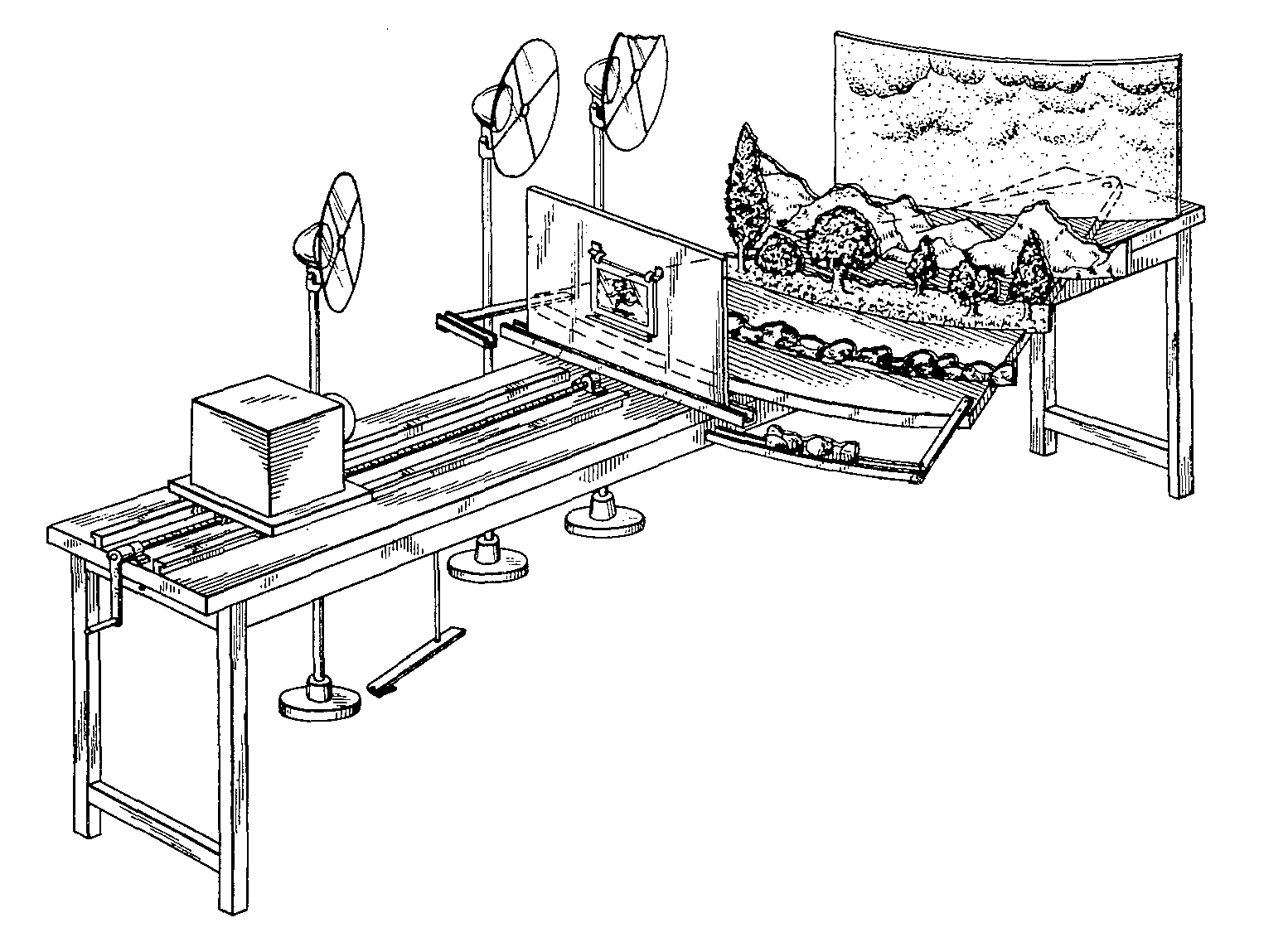
Càmera setback o estèreoscopi

També és coneguda com a càmera estereòptica, va ser patentada l'any 1934, un any més tard que la càmera multiplà d'Ub Iwerks, per tant podríem dir que es van desenvolupar simultàniament, tot i que el reconeixement més gran se'l va emportar la primera. Ambdues sovint són confoses, ja que estaven pensades per dotar l'animació de profunditat i a més presenten una disposició semblant, sent aquesta en horitzontal en lloc de vertical. Funcionalment, però, tenen poc en comú.
La càmera es troba disposada a sobre d'una plataforma que incorpora un rail de manera que aquesta pot apropar-se i allunyar-se a una làmina de vidre transparent situada verticalment a través de la qual pot captar un set de miniatures posicionades en perspectiva forçada a sobre d'una altra plataforma, aquest cop rotatòria, que permet crear un ambient tridimensional mitjançant l'efecte conegut com a "tracking shot" on un element estàtic en primer pla, com una bicicleta, sembla en moviment en desplaçar el fons.
Posar en funcionament tot el set suposava un gran desafiament tècnic, tant per la sincronització que havien d'assolir els operadors a l'hora de gravar com per la preparació de la posada en escena de cadascuna de les miniatures, on la il·luminació artificial tenia un paper molt important. Tot aquest treball va ser recompensat amb la satisfacció del públic, que va quedar impressionat després de l'estrena de Popeye el mariner.